# Ундерейк, Теодор
Теодо́р У́ндере́йк (нем. Theodor Undereyck; 15 июня 1635, Дуйсбург — 1 января 1693, Бремен) — немецкий протестантский пастор, проповедник, богослов, духовный писатель, основатель реформатского пиетизма.

## Биография
Теодор Ундерейк родился в Дуйсбурге 15 июня 1635 года в семье купца голландского происхождения Герхарда Ундерейка и его жены Сары, урождённой Заленгер. В двухлетнем возрасте в эпидемии чумы потерял обоих родителей. Воспитывался дядей, учился в городской латинской школе. 
В 1654 году поступил в университет Утрехта. Здесь он пережил обращение к Богу, познакомился с Гисбертом Воецием и Йодокусом ван Лоденстейном и воодушевился их идеями «Nadere Reformatie» («продолжающаяся, углубляющаяся реформация»). 
Продолжил обучение на теологических факультетах университетов Дуйсбурга и Лейдена, где его учителем был Иоганн Кокцеюс. Ундерейк избежал богословских споров между воетианами и кокцеюсианами; его теоретическое и практическое богословие представляет собой синтез пуританской строгости (Präzisismus) Воеция и свободного «богословия Завета» (Föderaltheologie) Кокцеюса. 
В учебных целях (так наз. «akademische Reise») Ундерейк посетил Швейцарию, где в Женеве познакомился с Жаном де Лабади и был посетителем его домашних собраний. В этих собраниях Ундерейк увидел наиболее подходящую форму для реализации в Германии своих идей о «Nadere Reformatie», а проповеди Лабади сформировали проповедническое и душепопечительское направление Ундерейка – призыв к покаянию и обновлению жизни во Христе. (Впрочем, по новейшим данным, личных контактов  между Ундерейком и Лабади не было; Ундерейк покинул Женеву раньше, чем в неё прибыл Лабади (1659 г.), так что влияние последнего на Ундерейка было опосредованным.)
В 1660 году Ундерейк женился на Маргарите Хюльс, дочери пастора французской общины Везеля. В их браке родилось трое дочерей. В том же 1660 году получил место пастора в Мюльхайме. Ундерейк ревностно приступил к делу проповеди и душепопечения, призывая прихожан к строгости христианской жизни, к личному и семейному благочестию. Он резко выступал против привычного «бытового» христианства и легкомысленной уверенности в своём спасении и призывал к серьёзной повседневной praxis pietatis («практике благочестия»). С целью лучшего научения этой практике Ундерейк в 1661 году (раньше, чем Шпенер во Франкфурте) учредил небогослужебные катехизические собрания, положив таким образом начало «collegiis pietatis» (пиетистским собраниям) в Реформатской Церкви.
В 1668 году Ундерейк был переведён в Кассель на должность придворного проповедника, где продолжал неутомимо трудиться на избранном поприще. Здесь он написал свою первую книгу (см. ниже). Ещё более широкое поле для его пастырской и проповеднической деятельности открылось перед ним в 1670 г., когда он был призван на почётную должность настоятеля собора св. Мартина в Бремене. Под влиянием его проповедей, производящих потрясающее впечатление, многие искренне обратились к покаянию; в их числе был знаменитый поэт Иоахим Неандер. 
В первые годы своего служения в Бремене Ундерейк сталкивался с противодействием местного духовенства (его подозревали в лабадизме). У жителей города, напротив, Ундерейк быстро заслужил всеобщее уважение. Этому немало способствовала и деятельность жены Ундерейка. Она активно помогала мужу, организовав катехизические собрания для женщин, девушек и детей. Также она проводила «collegia pietatis» для служанок и людей низшего сословия Бремена. 
Постепенно и в среде духовенства и начальствующих отношение к ревностному пастору изменилось на весьма почтительное. В 1679 году вместе со своим единомышленником и учеником Корнелиусом де Хазе Ундерейк направил в адрес духовных и светских властей города так наз. «Memorial» (проект), в котором предлагалось установить бо́льшую независимость Церкви от городского правительства, обязать духовенство строже следить за духовно-нравственным состоянием прихожан, не допускать неверующих (точнее – формально-верующих) до причастия, а их детей до крещения, и т.п. Хотя проект целиком не был принят, Ундерейку удалось добиться отмены платы за исповедь и улучшения положения дел с небогослужебными катехизическими собраниями.
После 23 лет усердных пастырских трудов Ундерейк скончался в Бремене 1 января 1693 года.

## Сочинения
Ундерейк посвящал почти всё своё время пастырству, проповедничеству и душепопечительтву. Духовным писателем он был во вторую очередь – что отличает его от Лабади и Шпенера. Догматически он строго придерживался учения Реформатской Церкви; он не был ни хилиастом, ни сепаратистом. По словам Юргена Мольтмана, его называли «правоверным пиетистом». Действительно, Ундерейку не был свойственен никакой радикализм, столь распространённый в той или иной форме в среде реформатского пиетизма.
Перу Ундерейка принадлежат пять книг. Первая, «Христова Невеста между дочерьми Лаодикии» («Christi Braut unter den Töchtern zu Laodicaea», Ханау, 1670 г.), говорит о необходимости живой спасительной веры, заключающейся в новом рождении свыше (Ин. 3, 3) и освящении. Последнее совершается в единении и общении с Иисусом Христом через Его слово и Дух. Веру надлежит всячески хранить и преумножать в аскетически-благочестивой повседневной жизни, не ограничиваясь внешними формами церковности, но обращаясь внутрь себя и давая место Богу действовать в сердце. Необходимо избегать всякой излишней мирской рассеянности, а тем более роскоши, игр, танцев, пустого времяпровождения и т.п. Помимо Библии и Гейдельбергского катехизиса в книге цитируются самые разные авторитетные духовные писатели, например, представитель нидерландской «Nadere Reformation»  Виллем Телинк (Willem Teellink, 1579–1629), английский пуританин Уильям Перкинс и лютеранин Иоганн Арндт.
Вторая и третья книги – катехизические труды Ундерейка. Это «Указатель первых шагов в христианстве для простецов» («Wegweiser der Einfältigen zu den ersten Buchstaben des wahren Christentums», Бремен, 1676 г.) и незаконченный «большой катехизис» – «Аллилуия, сиречь воссияние Бога в грешнике» («Hallelujah, das ist Gott in dem Sünder verkläret», Бремен, 1678 г.). Составлен он по образцу Гейдельбергского катехизиса в вопросах и ответах.   
Название четвёртой книги Ундерейка «Соединение с Богом в истинной вере, и о часто случающемся недостойном причащении» («Der einfältige Christ durch wahren Glauben mit Christo vereinigt und nach offt begangenem Mißbrauch zu dem rechten Gebrauch des H. Abendmahls...», Бремен, 1681 г.) говорит само за себя. Книга посвящена пастырским проблемам.
Наконец, последний труд автора – «Безумный атеист» («Der närrische Atheist entdeckt und seiner Thorheit überzeuget...», Бремен, 1689 г.). Здесь Ундерейк полемизирует не только с людьми, отвергающими Бога, но и с теми христианами, которые в силу своей неблагочестивой жизни являются «практическими атеистами». «Всякий не рождённый свыше человек есть атеист», – утверждает Ундерейк, и тем самым формулирует одну из основных идей пиетизма.